# Кастело (Торино)
Кастело (итал. Castello) је насеље у Италији у округу Торино, региону Пијемонт.
Према процени из 2011. у насељу је живело 10 становника. Насеље се налази на надморској висини од 642 м.